# 410e régiment d'infanterie
Le 410e régiment d'infanterie (410e RI) est un régiment d'infanterie de l'Armée de terre française constitué en 1915 avec des blessés guéris et des jeunes soldats de la classe 1915 provenant principalement du dépôts de la 10e région militaire (Rennes).
Le 410e régiment d'infanterie est un régiment d'infanterie constitué en 1915 et qui a participé à la Première Guerre mondiale.

## Création et différentes dénominations
- Mars 1915 : Constitution du 410e Régiment d'Infanterie (à 3 bataillons) au camp de Coëtquidan avec des éléments venus des dépôts de la  10e Région Militaire et de l’est de la France.
- Son effectif à l'organisation est de 50 officiers et 3170 sous-officiers et hommes du rang.
- Il est dissous le 10 avril 1919 en Alsace.

## Chefs de corps
- du 1er avril 1915 au 3 mars 1916 : lieutenant-colonel Marie-Jean-Adhémar de Chaunac de Lanzac (évacué malade).
- du 3 mars 1916 au 10 mars 1916 : chef de bataillon Albert-Joseph Derome (par intérim).
- du 10 mars 1916 au 1er juillet 1916 : lieutenant-colonel Arthur-Henry de Gouvello.
- du 10 mars 1916 au 5 avril 1917 : lieutenant-colonel Ernest-Henri-Joseph Treillard (évacué grièvement blessé).
- du 9 avril 1917 au 3 août 1917 : lieutenant-colonel Léon-Alfred Voiriot.
- du 9 août 1917 au 23 avril 1918 : lieutenant-colonel Georges-Louis Gombeaud.
- du 23 avril 1918 au 19 décembre 1918 : lieutenant-colonel  Henry Beaujean.
- du 12 janvier 1919 au 10 avril 1919 : lieutenant-colonel Joseph-Albert Bourgau.

## Historique des garnisons, combats et batailles du410eRI

### Première Guerre mondiale

#### Affectations
- 151e Division d’Infanterie d’avril 1915 à novembre 1918

#### 1915
- Mars - juillet :  Somme : Bois français (avril), Fricourt
- Bataille de Champagne : Ville-sur-Tourbe (25 sept.), Bois  d'Heuzy, La Courtine

#### 1916
- Janvier – mai : première bataille de Champagne : nord de Somme-Suippe, cote 193, Côte du Champignon, Côte de la Pomme de Terre, Côte du Voussoir
- 27 mai – 10 juin : Bataille de Verdun : Bras-sur-Meuse, Louvemont, Thiaumont, bois Nawé
- Août – novembre : Reims : Bétheny, cavaliers de Courcy

#### 1917
- 15 avril : Bataille du Chemin des Dames.
- Mars – mai : secteur de Reims : cavaliers de Courcy

L'attaque du 16 avril 1917 se déclencha à 6 heures, des deux côtés du canal, sur les remblais de défense appelé en termes militaire « Les Cavaliers-de Courcy ». Le 410e, encadré à droite par le 403e R.I. et à gauche par le 1er régiment spécial Russe, pénétra comme un coin dans les lignes ennemies, et pendant 7 jours il repoussa de multiples attaques, tout en augmentant constamment ses gains. Les fameux « Cavaliers-de-Courcy » tombaient aux premières heures de l'action, et, réalisant une progression de 2 km. 500 en profondeur, le régiment faisait à l'ennemi environ 450 prisonniers, dont 5 officiers, et lui prenait un matériel considérable, 1 canon, 11 lance-bombe, 12 mitrailleuses.
La brillante conduite du régiment lui valut sa première citation à l'ordre de l'armée.
Le 17 juin, le lendemain d'une chaude alerte, son drapeau venait saluer le Président de la République de passage à Reims. Et le 14 juillet 1917 dans la ville de Noyon, reconquis et libéré, le général Pétain y épinglait la croix de guerre avec palme.
- Août - septembre :  Le Chemin des Dames : Hurtebise, Craonne

#### 1918
- 27 mai 1918 : Seconde bataille de la Marne, bataille de l'Aisne
- Mai – juin : Aisne : Bagneux, ferme de Montécouvé
- Septembre : Champagne : Souain
- en Picardie :
  - 21 août : Chevincourt dans l'Oise
  - 28 août : Évricourt dans l'Oise
  - 17 octobre : Achery dans L'Aisne
  - 30 octobre : Laviéville dans la Somme

## Drapeau
Il porte, cousues en lettres d'or dans ses plis, les inscriptions suivantes :
- Verdun 1916
- Les Monts 1917
- L'Aisne 1918
- Somme-Py 1918

Il obtient la fourragère aux couleurs de la Croix de guerre 1914-1918, le 3 septembre 1918.
Sa cravate est décorée de la Croix de guerre 1914-1918 avec trois citations à l'ordre de l'armée.

## Personnalités ayant servi au410eRI
- Eugène Nolent (1878-1916), avocat et journaliste, sous-lieutenant au régiment mortellement blessé à Souain en février 1916. Son nom est inscrit au Panthéon parmi les 560 écrivains morts au combat pendant la Première Guerre mondiale.
- Corentin Jean Carré (1900-1918), l'un des plus jeunes engagés français de la Grande Guerre, enrôlé ) 15 ans le (28 avril 1915).